# Bélárkos
Bélárkos (románul: Archiș) falu Romániában, Arad megyében, Archiș központja.

## Fekvése
A béli hegyek alatt, a Galaló és Hosszúmál közötti völgyben, Bélhagymás, Bél, Tönköd és Nermegy közt fekvő település. A DJ 793A és DJ 793B utakon közelíthető meg.

## Története
A Bélárkos és Borossebes között húzódó védelmi sáncot a román kutatók a 9–10. századra keltezik, egyesek a románoknak, mások a bolgároknak tulajdonítják.
Bélárkos nevét 1552-ben említette először oklevél Arkos néven. 1808-ban Árkus, 1913-ban Bélárkos néven írták.
A település már a 13. században püspöki birtok volt és még a 20. század elején is az 1. számú püspökség volt birtokosa. Az 1800-as évek elején három nagyobb vízimalma, szűrkallója és olajütője volt, és lakosai ekkor faeszközök készítésével foglalkoztak.
A 20. század elején Bihar vármegye Béli járásához tartozott.
Az 1910-ben végzett népszámláláskor 555 lakosa volt, melyből 7 magyar, 542 román volt. Ebből 548 görögkatolikus ortodox volt.

## Leírása
A település lakói mezőgazdasággal és állattartással foglalkoznak. A termőterület gyenge adottságú, a hektáronkénti átlagos hozamok: 
- kukorica: 3408 kg
- búza: 2100 kg
- rozs: 1800 kg
- zab: 1600 kg.

A felvevőpiacok hiánya miatt zöldségféléket és gyümölcsöket csak saját használatra termelnek. A lakosság elöregedett, a fiatalok a városokba költöztek.
A faluban háziorvosi rendelő működik, amely ellátja a község többi falvát is. A legközelebbi fogorvosi rendelő és gyógyszertár 6 kilométerre, Bélen, a legközelebbi kórház 25 kilométerre, Borosjenőn található.
Bélárkos négyosztályos általános iskolával rendelkezik, a legközelebbi líceum (középiskola) Bélen található. A művelődést a községi könyvtár és a 200 férőhelyes művelődési otthon szolgálja.
A falu négy temploma (ortodox, baptista, pünkösdista, hetednapi adventista) a rendszerváltás után épült.